# Point Blank (film)
Point Blank is een Amerikaanse misdaadfilm uit 1967 onder regie van John Boorman. De film is gebaseerd op de roman The Hunter (1962) van de Amerikaanse auteur Donald E. Westlake. Het boekpersonage Parker is hier omgedoopt tot Walker.

## Verhaal
Walker en zijn vriend Mal Reese overvallen een geldkoerier. Na het tellen van het geld wordt Walker neergeschoten door Reese die hem voor dood achterlaat. Reese gaat er ook nog met Walkers vrouw Lynne vandoor en dus zint Walker op wraak.
Walker gaat hardhandig te werk om de verblijfplaats van Reese te achterhalen. Deze blijkt bij Walkers schoonzus Chris te verblijven. Samen met Chris weet hij Reese in de val te laten lopen. Reese blijkt het geld overgedragen te hebben aan de maffia waar hij schulden had. Walker dwingt hem om de namen van degenen te geven aan wie hij het geld heeft gegeven en doodt hem vervolgens door hem van het balkon te gooien.
Walker is vastbesloten om het geld dan maar bij de maffia op te halen. Er wordt een overdracht afgesproken maar dit blijkt een val. De verkeerde wordt echter gedood en Walker dwingt een tweede overdracht af. De tweede overdracht, ook weer een val, loopt echter wel goed af voor Walker.

## Stijl
De film combineert elementen van de film noir en de nouvelle vague. Zo is de film deels niet chronologisch, dat is in de roman ook zo, en zelfs binnen scènes is de chronologie zoek. Ook is het geluid niet altijd synchroon. Ook worden hele rustige scènes, soms met heel veel leegte en stilte op de achtergrond, afgewisseld met uitbarstingen van geweld. De regisseur heeft veel aandacht besteed aan het tonen en laten voelen van de leegte en stilte en aan het gebruik van de juiste kleurcomposities. Ook de woede van de hoofdpersoon die zich door niemand wil laten tegenhouden en recht op zijn doel afgaat, is goed voelbaar. Door dit alles voelt de film soms meer als een droom.
Een aantal scènes zijn op bijzondere plaatsen opgenomen: Fort Point, Alcatraz en de Los Angeles River.

## Rolverdeling
| Acteur           | Personage        |
| ---------------- | ---------------- |
| Lee Marvin       | Walker           |
| Angie Dickinson  | Chris            |
| Keenan Wynn      | Yost             |
| Carroll O'Connor | Brewster         |
| Lloyd Bochner    | Frederick Carter |
| Michael Strong   | Big John Stegman |
| John Vernon      | Mal Reese        |
| Sharon Acker     | Lynne Walker     |

## Nalatenschap
De film werd in 2016 door het Amerikaanse Library of Congress toegevoegd aan het National Film Registry. Ook wordt de film genoemd in het boek 1001 Movies You Must See Before You Die. Point Blank diende als inspiratie voor de film Payback uit 1999 met in de hoofdrol Mel Gibson.